# Летошницкое сельское поселение
Ле́тошницкое сельское поселение — муниципальное образование в юго-западной части Жуковского района Брянской области.
Центр — деревня Летошники.
Образовано в результате проведения муниципальной реформы в 2005 году, путём преобразования дореформенного Летошницкого сельсовета (кроме деревни Кочева, отошедшей к Заборско-Никольскому сельскому поселению).
С 7 августа 2020 года упразднено в результате преобразования Жуковского района в муниципальный округ.

## География
Летошницкое сельское поселение граничит на севере с Заборско-Никольским, на северо-востоке с Жуковским городским, на востоке с Троснянским, на юго-востоке с Крыжинским сельскими поселениями. Южная, западная и северо-западная границы Летошницкого сельского поселения проходят по границам Жирятинского и Клетнянского районов.
От условной точки на севере поселения пересечения границ Жуковского городского, Заборско-Никольского сельского поселений граница Летошницкого сельского поселения идет по левому берегу р. Десна вниз по течению до границы Шамординского сельского поселения, по границам лугов и пашен СХПК им. Мичурина и СХПК им. Карла Маркса, затем по лесному массиву ГУ "Лесхоз «Жуковский», затем по лесному массиву ГУ «Жуковский сельский лесхоз», пашням СХПК «Луч» до пересечения с границей Жирятинского района и продолжается на юго-западе и севере поселения по границам Жирятинского и Клетнянского районов.

## Население
| 2010  | 2011  | 2012  | 2013  | 2014  | 2015  | 2016  |
| ----- | ----- | ----- | ----- | ----- | ----- | ----- |
| 2042  | ↘2039 | ↘2016 | ↘1979 | ↗1991 | ↗2008 | ↘1996 |
| 2017  | 2018  | 2019  | 2020  |       |       |       |
| ↘1975 | ↘1943 | ↘1919 | ↗1924 |       |       |       |

## Населённые пункты
В состав сельского поселения входят 12 населённых пунктов.
| №  | Населённый пункт | Тип     | Население |
| -- | ---------------- | ------- | --------- |
| 1  | Балтика          | посёлок | ↘8        |
| 2  | Белоглавая       | посёлок | →62       |
| 3  | Большак          | посёлок | ↘111      |
| 4  | Гостиловка       | посёлок | ↘711      |
| 5  | Красная          | посёлок | →46       |
| 6  | Лелятино         | деревня | →1        |
| 7  | Летошники        | деревня | ↘736      |
| 8  | Меловка          | посёлок | ↘242      |
| 9  | Первомайский     | посёлок | ↘10       |
| 10 | Силеевка         | деревня | ↘10       |
| 11 | Тенешево         | посёлок | →35       |
| 12 | Угость           | посёлок | ↘7        |